# گمینا گوزدووو
گمینا گوزدووو (به لهستانی:  Gmina Gozdowo) یک گمینا در لهستان است که در شهرستان شرپتس واقع شده‌است. گمینا گوزدووو ۱۲۶٫۷ کیلومتر مربع مساحت و ۶٬۰۴۱ نفر جمعیت دارد.